# 見掛道夫
見掛 道夫（みかけ みちお、1921年7月7日 - 2010年4月15日）は、日本の実業家。兵庫県出身。

## 来歴・人物
1946年に慶応義塾大学経済学部を卒業した後に阪神電気鉄道に入社した。
不動産部長、土地経営部長を経て、1975年5月には取締役に就任し、1980年6月には常務取締役、1982年6月には専務取締役を歴任した。1986年6月には副社長に就任した。1988年には阪神タイガースに出向し、球団社長に就任した。1990年に球団社長を辞任した。
1988年4月に藍綬褒章を受章。
2010年4月15日に肺炎のため死去。88歳没。